# 오빠 따위 전혀 좋아하지 않는다구!!
《오빠 따위 전혀 좋아하지 않는다구!!》(お兄ちゃんのことなんかぜんぜん好きじゃないんだからねっ!! 오니챤노 코토난카 젠젠 스키쟈 나인다카라네[*])는 쿠사노 코이치가 그린 일본의 만화 작품이다. 《WEB 코믹 하이!》 (후타바샤, 인터넷으로 무료 배포)를 통해 2008년 8월 29일부터 2016년 9월 16일까지 연재했다. 매월 30일에 갱신. 연재를 시작하기에 앞서 2008년 8월 15일 개최된 코믹 마켓 74 후타바샤 기업 부스에서 이 작품을 포함한 Web 코믹 하이! 초기 연재 작품의 서두부를 한데 모아 정리한 64 페이지의 책자를 무료 배포하기도 했다.
각 에피소드의 제목은 이 만화 외 다른 만화 등을 오마쥬한 것도 있다(〈DARKER THAN BL〉등).
2010년 9월, 코믹 하이! 공식 사이트를 통해 텔레비전 애니메이션화를 발표하고 2011년 1월부터 3월까지 방영했다.
공식 약칭은 《兄好》(오니스키).
한국어로 따진다면 (오빠좋아) 정도가 되겠다.

## 애니메이션
2011년 1월부터 지바 TV 등의 독립 UHF방송국 계열에서 방영중이다. 원작과 마찬가지로 ‘兄好’를 공식 약칭으로 쓰고 있으나, 트위터에서 이용하고 있는 해시 태그는 "#oniichan(오빠)"이다.
캐릭터 디자인은 원작자의 요구를 충분히 수반한 형태로, 원작자 또한 재현도가 높다고 말하였다. 내용 상 애니메이션 오리지널 스토리가 추가되고 있으며, 애니메이션 오리지널 캐릭터 또한 등장하고 있다. 연출적으로는 팬티 엿보기 장면 등에서 동물 작화를 오버랩하여 가리는 형식을 취하고 있으나 이는 TV 방영분에만 한정되는 것으로, 발매된 디스크에는 이러한 연출이 사라졌다. 엔딩 크레딧에 BL 작화 담당을 따로 표기하는 특징이 있으며, 제7화에는 작중 간판에 등장시킨 작품들의 제작 위원회 리스트를 엔딩 크레딧에 추가하였다.
2011년 일본 도호쿠 지방 대지진와의 관계
BS11에서는 2011년 3월 11일에 발생한 도호쿠 지방 대지진의 영향을 고려하여, 방송 예정이었던 제9화의 방송을 연기하였다. 제10화는 tvk만 일정대로 3월 12일에 방송하였으며 그 이외의 지상파 방송사들은 다른 프로그램으로 대체하였다. AT-X는 ‘저작권자의 요청’이라는 이유를 담은 공지를 개제하고 방송 일시 중지를 선택하였으며, 니코니코 동화에서의 방영 또한 중지되었다.. 또한 tvk에서 방송된 제10화에는 해일이 발생하는 내용이 포함되어 있었기 때문에, tvk 이외의 방송사들은 제10화를 방영하지 않고 제11화부터 방송을 재개하였다.
참고로 다소 수위가 있는 장면이 있어서 일본에서도 청소년 보호시간대에 방영하였다. 대한민국에서는 19세로도 방영하는 경우에도 생길지 모르는 성의 잘못된 가치관에 대해 우려했거나 저작권 상의 문제로 동시방영이 되지않았다.

### 제작진
- 원작 - 쿠사노 코이치
- 감독 - 모토나가 케이타로
- 시리즈 구성 - 오바 사유리
- 캐릭터 디자인 - 히라야마 마도카
- 의상 디자인 - 호리 쿠미
- 소품 디자인 - 이와하타 코이치
- 미술감독 - 마츠모토 히로키
- 색채 디자인 - 시노하라 아이코
- 촬영감독 - 쿠노 토시카즈
- 편집 - 히라키 다이스케
- 음향감독 - 에비나 야스노리
- 음향 효과 - 카와다 키요타카
- 음향 제작·녹음 스튜디오 - STUDIO MAUSU
- 음악 - 키쿠야 토모키
- 음악 제작 - 스타차일드 레코드
- 기획 - 모리야마 아츠시
- 프로듀서 - 야마나카 타카히로, 카와사키 토모코
- 기획 협력·제작 - GANSIS
- 애니메이션 - ZEXCS
- 제작 - 오빠 관찰대

### 주제가
오프닝 테마 "Taste of Paradise"
작사 - 오오모리 쇼우코 / 작·편곡 - 야마구치 아키히코
노래 - 타카나시 나오 (성우 : 키타무라 에리)
엔딩 테마 〈뚜렷한 미래☆〉(아리아리 미라이☆)
작사 - 우란 / 작·편곡 - 오오쿠보 카오루
노래 - 타카나시 나오 (성우 : 키타무라 에리), 츠치우라 이로하 (성우 : 이노우에 마리나), 콘도 마유카 (성우 : 아라나미 카즈사)

### 방영 목록
| 화수   | 부제 (원제/풀이)                                                | 각본              | 그림 콘티                     | 연출              | 작화감독                                                      | 총 작화감독       |
| ------ | --------------------------------------------------------------- | ----------------- | ----------------------------- | ----------------- | ------------------------------------------------------------- | ----------------- |
| 제1화  | 兄と妹のヨコシマな日常 (오빠와 여동생의 불순한 일상)            | 오바 사유리       | 모토나가 케이타로             | 모토나가 케이타로 | 야마모토 아츠시 오가와 이치로                                 | 히라야마 마도카   |
| 제2화  | ツインテール、兄妹を襲撃 (트윈테일, 남매를 습격)                | 오바 사유리       | 이와하타 코이치               | 코바야시 코지     | 야마모토 젠자이 안본학                                        | 사쿠라이 마사아키 |
| 제3화  | ライバル出現! 兄妹大ピンチ! (라이벌 출현! 남매 대위기!)         | 나가츠 세이코     | 코데라 카츠유키               | 후쿠다 준         | 마츠우라 사토미 타카하라 슈지                                 | 사쿠라이 마사아키 |
| 제4화  | 妹が水着に着替えたら (여동생이 수영복으로 갈아입는다면)         | 타이치 케이이치로 | 코데라 카츠유키 소쿠자 마코토 | 소쿠자 마코토     | 마츠모토 토모유키 콘도 유지                                   | 히라야마 마도카   |
| 제5화  | ミスターX 兄襲! (미스터-X 오빠 기습!)                           | 코이데 카츠히코   | 코바야시 타카시               | 코바야시 타카시   | 야마자키 마사카즈 야마모토 젠자이 안본학(BL 작화) 사코 유키에 | 사쿠라이 마사아키 |
| 제6화  | 兄は黒パンストの夢を見る (오빠는 검은 팬티스타킹의 꿈을 꾸었다) | 이노우에 미오     | 이와하타 코이치               | 나카야마 아츠시   | 아베 토모유키(BL 작화) 사코 유키에                            | 이소노 사토시     |
| 제7화  | 兄（おとこ）たちのAKIBA (남자들의 아키하바라)                   | 네모토 사이조     | 코데라 카츠유키               | 모토나가 케이타로 | 마츠모토 토모유키 콘도 유지                                   | 히라야마 마도카   |
| 제8화  | 兄のトップをねらえ! (오빠의 톱을 노려라!)                       | 타이치 케이이치로 | 마나 히나타 소쿠자 마코토     | 소쿠자 마코토     | 히로 카나코 야마모토 아츠시(BL 작화) 시마자와 노리코          | 이소노 사토시     |
| 제9화  | 夏だ! 祭りだ! 兄妹のM：I：V (여름이다! 축제다! 남매의 M:I:V)    | 이노우에 미오     | 코데라 카츠유키               | 코바야시 코지     | 마츠모토 토모유키 콘도 유지(BL 작화) 시마자와 노리코          | 히라야마 마도카   |
| 제10화 | 兄は世界を救う (오빠는 세계를 구한다)                           | 코이데 카츠히코   | 코바야시 타카시               | 코바야시 타카시   | 야마자키 마사카즈 안본학                                      | 사쿠라이 마사아키 |
| 제11화 | 世界の中心で兄を叫ぶ (세상의 중심에서 오빠를 외치다)            | 코이데 카츠히코   | 모토나가 케이타로             | 모토나가 케이타로 | 아베 토모유키                                                 | 이소노 사토시     |

## 인용
1. ↑  (일본어) [깨진 링크(과거 내용 찾기)]
2. ↑  (일본어) 《오빠 따위 전혀 좋아하지 않는다구!!》 애니메이션 방영 직전에 작가와의 만남 Excite News. 2011년 1월 7일.
3. ↑  (일본어) 방송 변경 정보 긴급 : 《오빠 따위 전혀 좋아하지 않는다구!!》 제10화 미방영 알림 AT-X. 2011년 3월 14일.
4. ↑  (일본어) 지진의 영향으로 니코니코 동화의 《어떤 마술의 금서목록 II》 등의 전달 연기. 《마법소녀 마도카☆마기카》 10화는 전달 AV Watch. 2011년 3월 17일.
5. ↑  (영어) News: Anime with Disaster Scenes Face Changes After Quake 애니메이션 뉴스 네트워크. 2011년 3월 14일.